# Келли, Мишель
Мишель Келли (англ. Michelle Kelly, 7 ноября 1974, Форт-Сент-Джон, Британская Колумбия) — канадская скелетонистка, выступавшая за сборную Канады с 1996 года по 2011-й. Участница двух зимних Олимпийских игр, чемпионка мира, обладательница Кубка мира, многократная призёрша национального первенства.

## Биография
Мишель Келли родилась 7 ноября 1974 года в городе Форт-Сент-Джон, провинция Британская Колумбия. В детстве в течение тринадцати лет занималась спортивной гимнастикой, но, не сумев добиться в этой дисциплине сколько-нибудь значимых достижений, в семнадцать лет решила попробовать себя в дайвинге и футболе, но тоже не очень успешно. Активно заниматься скелетоном начала в возрасте двадцати лет, в 1996 году прошла отбор в национальную сборную и стала принимать участие в крупнейших международных стартах, показывая довольно неплохие результаты. Так, уже на своём дебютном этапе в Кубке мира, прошедшем в немецком Кёнигсзее, сразу же завоевала бронзовую медаль и все последующие заезды сезона неизменно оказывалась в числе призёрш. Следующие три года продолжила выступать на таком же хорошем уровне, в частности, из сорока прошедших этапов лишь один раз не попала в десятку сильнейших.
На домашнем чемпионате мира 2001 года в Калгари финишировала одиннадцатой. Благодаря череде удачных выступлений удостоилась права защищать честь страны на зимних Олимпийских играх 2002 года в Солт-Лейк-Сити, где впоследствии заняла десятое место. В сезоне 2002/03 Келли наконец стала обладательницей Кубка мира, кроме того, впервые получила звание чемпионки Канады. Также в этом году одержала победу на чемпионате мира в японском Нагано, и это первый раз в истории женского скелетона, когда одна и та же спортсменка завоевала в одном сезоне оба главных титула — чемпионки мира и обладательницы Кубка мира. Тем не менее, дальнейшая её карьера пошла на спад, например, на мировом первенстве в Кёнигсзее она смогла добраться только девятой позиции, а после окончания всех кубковых этапов расположилась в мировом рейтинге сильнейших скелетонисток лишь на одиннадцатой строке. Хотя на чемпионате мира в Калгари всё же выиграла бронзу. Не сумев пробиться на Олимпиаду 2006 года в Турин, изъявила желание на профессиональном уровне заняться борьбой, однако вскоре вновь вернулась в скелетон.
В 2007 году на чемпионате мира в швейцарском Санкт-Морице была девятой, тогда как в общем зачёте Кубка мира немного не дотянула до первой позиции, уступив лишь американке Кэти Уландер. Через год на  мировом первенстве в немецком Альтенберге в женской одиночной программе пришла к финишу четвёртой, зато вместе со смешанной канадской командой по бобслею и скелетону заняла второе место и получила серебряную медаль. В сезоне 2008/09 разместилась в мировом кубковом рейтинге на девятой позиции, при этом на чемпионате мира в американском Лейк-Плэсиде финишировала только четырнадцатой. Ездила соревноваться на Олимпийские игры 2010 года в Ванкувер, без проблем прошла квалификацию и планировала побороться здесь за медали, однако в итоге вынуждена была довольствоваться тринадцатой позицией. В 2011 году ещё поучаствовала в заездах Межконтинентального кубка, но вскоре из-за сильно возросшей конкуренции в сборной приняла решение завершить карьеру профессиональной спортсменки, уступив место молодым канадским скелетонисткам.